# 小笠南幼稚園
小笠南幼稚園（おがさみなみようちえん）は、かつて静岡県菊川市にあった幼稚園。

## 概要
小笠南幼稚園はかつて静岡県菊川市3691にあった幼稚園。
当幼稚園は2019年（平成31年）にみなみ保育園と統合しみなみこども園になった。2016年（平成28）時の生徒の人数は定員140人に対し41人と菊川市内でも最も生徒数の少ない幼稚園となっていた。

## 通学区
- 大字河東全域
- 大字高橋749番〜終番まで

通学区の中でもみなみ保育園と南幼稚園で二つの選択先があった。

## 進学先
- 小笠南小学校

## その他
年少が「うさぎ組」、年中が「チューリップ組」、年長「にじ組」と各クラスでクラス名がつけられていた（2018年時）。　
年中（チューリップ組）以上になると同じ通学区の小学生たちと共に登校をしていた。
かつては、現在小笠南小学校のプールがある位置に南幼稚園の校舎が位置していた。